# Modèle de navire La Flore
Le modèle de navire La Flore est exposé au musée national de la Marine à Paris. Il s'agit d'une maquette à échelle réduite, réalisée en 1806, de la frégate de 18 canons du navire du même nom construit entre 1804 et 1807 à Rochefort d'après les plans de Pierre Rolland.
La Flore témoigne du type de frégate construit à cette époque, avec plus de 146 modèles de cette classe construits entre 1781 et 1813.

## Description
La figure de proue représente la déesse romaine Flore portant un bouquet de fleurs. Son pied est soutenu par un zéphyr qui lui souffle dessus. Sur le côté supérieur, un motif de filet en ivoire rappelle le filet de protection des poulaines. Une cloche sonnée pour prévenir l'équipage de l'heure du repas, de la prière ou de la présence de brume, est située à l'avant du gaillard. La yole du commandant est suspendue à la poupe en forme de fer à cheval. L'absence de voilure est assez notable. Ce modèle est aussi équipé d'un paratonnerre situé à l'extrémité du grand mât et d'un éperon. L'embarcation, les huit mâts et les vergues de rechange sur le pont ainsi qu'une partie du pont de dunette sont amovibles. 
On peut observer à l'intérieur de la pièce située en dessous de ce pont une marqueterie d'ivoire et d'ébène qui tient lieu de parquet. Ce parquet est à la fois celui de la salle à manger, de la chambre et de la pièce de travail du commandant. C'est aussi à cet endroit que se situe la chambre du commandant. Les hamacs de l'équipage se situent dans l'entrepont et le faux-pont. 
Certains détails sont des éléments caractéristiques de la construction navale durant le Premier Empire : la brigantine est soutenue par une corne, et une bouée de sauvetage se situe à l'intérieur de la forme ronde de la bôme.
|        |
| Proue. |

|        |
| Poupe. |

### Caractéristiques techniques du modèle
- Dimensions[4] : 169 cm x 56 cm x 124 cm
- Matériaux : bois (ébène ou bois teinté), ivoire ou os, cuivre, laiton (artillerie), fibre végétale (cordage)
- Échelle : 1/48

### Caractéristiques techniques du navire
- Dimensions[5] : 46,96 m (longueur de l'étrave à l'étambot) x 11,85 m x 6,19 m (creux du dessus de la quille à la ligne droite du maître-bau) pour un tirant d'eau avant de 4,87 m et arrière de 5,52 m
- Armement : 28 canons de 18 £ (dont 6 sur le gaillard arrière et 2 sur le gaillard avant), 4 obusiers de 36 £
- Effectifs : 350 hommes

## Faits marquants
Ce modèle a été exposé au palais ducal de Lucques (Italie) à l'occasion de l'exposition Napoléon et Hermès (du 5 décembre 2009 au 14 mars 2010) et au Grand Trianon à Versailles pour l'exposition Maquettes de la marine impériale. La Flore fait partie de la collection Trianon constituée sous les ordres de Napoléon par Jacques-Noël Sané et qu'elle a intégrée en 1828. Elle est exposée depuis le 4 décembre 2002 au musée national de la Marine à Paris (numéro de catalogue 17 MG 10).